# Соколово (Тотемский район)
Соколово — деревня в Тотемском районе Вологодской области.
Входит в состав Толшменского сельского поселения, с точки зрения административно-территориального деления — в Маныловский сельсовет.
Расположена на правом берегу реки Толшма. Расстояние до районного центра Тотьмы по автодороге — 73 км, до центра муниципального образования села Никольское  по прямой — 14 км. Ближайшие населённые пункты — Бор, Манылово, Маныловский Погост.
По переписи 2002 года население — 21 человек (12 мужчин, 9 женщин). Всё население — русские.